# Syspasis striata
Syspasis striata är en stekelart som beskrevs av Heinrich 1968. Syspasis striata ingår i släktet Syspasis och familjen brokparasitsteklar. Inga underarter finns listade i Catalogue of Life.